# Myrmechixenus vaporariorum
Myrmechixenus vaporariorum – gatunek chrząszcza z rodziny czarnuchowatych i podrodziny Diaperinae.

## Taksonomia
Gatunek ten opisał po raz pierwszy w 1843 roku Félix Édouard Guérin-Méneville na łamach „Annales de la Société entomologique de France”.

## Morfologia
Chrząszcz o ciele długości od 1,7 do 2 mm, w zarysie podługowato-owalnym, słabo wysklepionym, o brunatnym ubarwieniu i dłuższym niż u innych zagrzebków owłosieniu przedplecza i pokryw. Pokrój ma bardziej krępy niż M. subterraneus. Na całym wierzchu ciała występują małe i gęsto rozmieszczone punkty, wskutek czego jest on niemal matowy.
Głowa jest szersza niż dłuższa, o rozszerzonych policzkach oraz podłużnie owalnych, niewykrojonych na przedzie oczach. Czułki mają buławkę dłuższą niż u M. subterraneus, a cztery ostatnie człony są zbliżonej szerokości.
Przedplecze jest szersze niż u M. subterraneus, najszersze w połowie długości lub tuż przed połową i stamtąd dość słabo ku tyłowi zwężone, po bokach zaokrąglone, o niewystających, mocno zaokrąglonych tylnych kątach i tylnej krawędzi wyraźnie szerszej od głowy z oczami mierzonej. Pokrywy są podługowato-owalne, wyraźnie i zupełnie bezładnie punktowane. Skrzydła tylnej pary są dobrze wykształcone. Odnóża mają cienkie golenie i czteroczłonowe stopy.

## Ekologia i występowanie
Owad ten bytuje wśród gnijących szczątków roślinnych. Znajdowany jest w odchodach roślinożerców (w tym bydła, bawołów, słoni i zebr), nawozie, pryzmach kompostowych, stertach siana, starej słomy i gnijącej trawy. W chłodniejszym klimacie spotyka się go głównie w szklarniach i ogrodach.
Gatunek pierwotnie palearktyczny, ale współcześnie rozmieszczony szerzej wskutek zawlekania z sadzonkami roślin. W Europie znany jest z Hiszpanii, Francji, Niemiec, Szwajcarii, Austrii, Włoch, Danii, Szwecji, Norwegii, Finlandii, Polski, Czech, Słowacji i Węgier. W Afryce podawany z Algierii, Tunezji, Egiptu, Sudanu, Liberii, Senegalu, Ghany, Gwinei, Kenii, Tanzanii, Namibii i RPA. W Azji notowany z Syrii, Izraela, Zjednoczonych Emiratów Arabskich, Jemenu, Iranu, Pakistanu, Nepalu, Indii, Sri Lanki, Mjanmy, Tajlandii, Laosu, filipińskiego Luzonu oraz indonezyjskich Jawy i Celebesu. W krainie australijskiej stwierdzony z Papui-Nowej Gwinei i Australii. W Ameryce wykazany ze Stanów Zjednoczonych, Meksyku i Indii Zachodnich.
W Polsce owad rzadko i pojedynczo spotykany, znany z nielicznych stanowisk.